# Eucrossorhinus
Eucrossorhinus is een monotypisch geslacht van kraakbeenvissen uit de familie van wobbegongs (Orectolobidae) en behoort tot de orde van bakerhaaien (Orectolobiformes).

## Soort
- Eucrossorhinus dasypogon (Bleeker, 1867) – Franjebakerhaai